# Acarajé
L'Acarajé è un piatto tipico della cucina afro-brasiliana, composto da una pasta di fagioli dell'occhio (Vigna unguiculata), cipolla e sale, fritta nell'olio di dendê, una palma del Nord-Est del Brasile. Una volta fritta, la pasta acquista consistenza ed è generalmente riempita o accompagnata da peperoncino, gamberi, vatapá, caruru, insalata. Il suo uso è principalmente nella regione del Nord-Est del Brasile, in particolare nello Stato di Bahia, dove è costume friggerlo e imbottirlo per strada, e mangiarlo quindi sul posto.
La bancarella dove la baiana espone i suoi prodotti è chiamato tabuleiro da baiana. L'acarajé è venduto dalle baiane nell'abito tradizionale di colore bianco. A Salvador da Bahia l'attività è regolamentata da un decreto municipale.
In Africa è chiamato àkàrà che significa palla di fuoco, dove je ha il significato di "mangiare". In Brasile le parole si unirono formando la parola, acara-je, ossia, "mangiare la palla di fuoco".

## Acarajé degli orixá

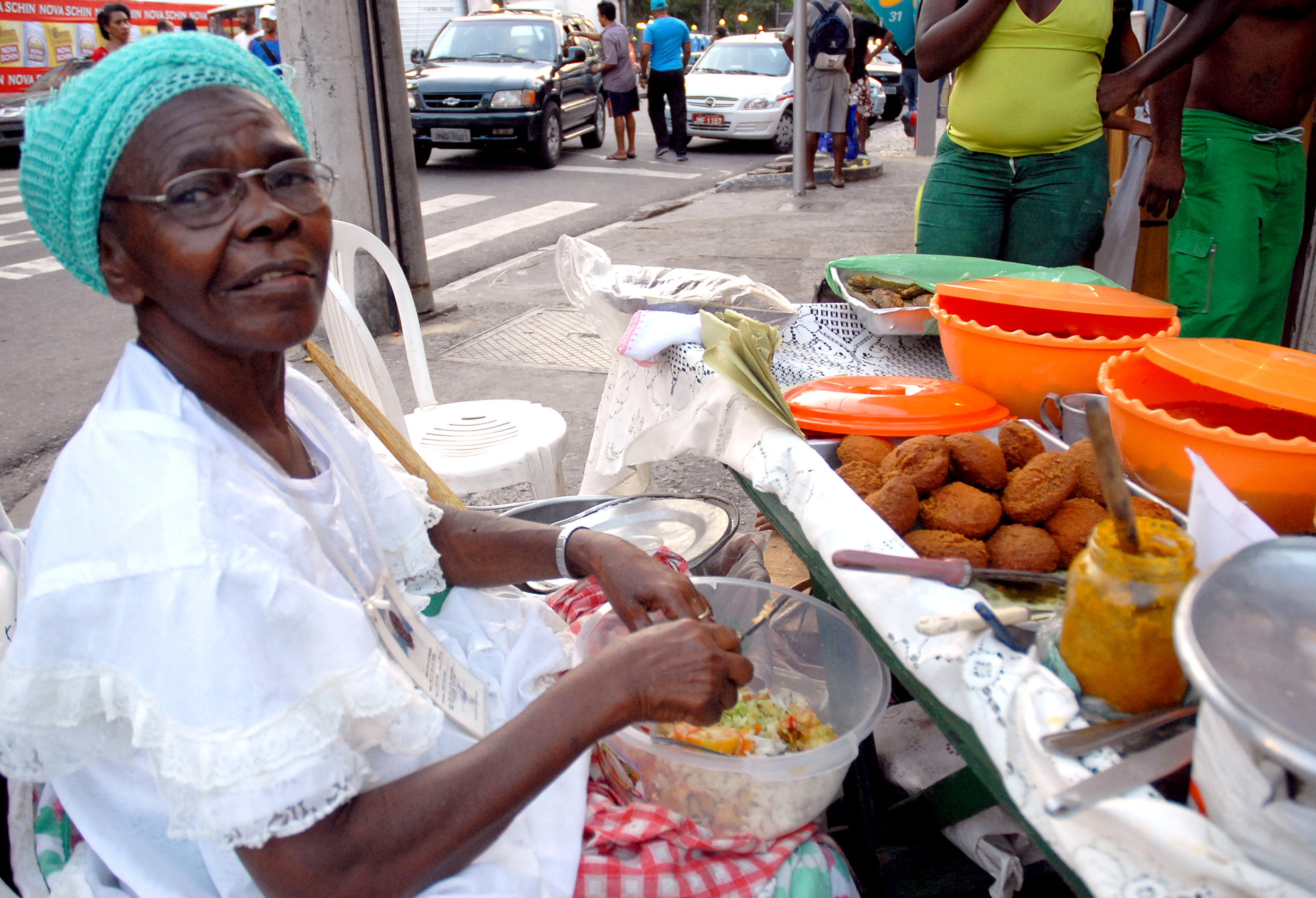
Baiana nel costume tradizionale mentre prepara acarajé

L'acarajé è un piatto rituale nella religione afro-brasiliana denominata candomblé: è il cibo rituale dell'orixá Iansã, divinità dei venti e delle tempeste.
La sua origine è legata al mito della relazione tra la divinità Xangô e le sue due spose Oxum e Iansã. Il cibo divenne così un'offerta propiziatoria a questi orixás.
Nonostante sia venduto nelle strade in un contesto "profano", l'acarajé viene ancora considerato, dalle baiane adepte del candomblé, un cibo sacro agli dei. Per questo motivo, la sua ricetta, benché non sia segreta, non può essere modificata, e può essere preparata solo dal "clero" del candomblé, i cosiddetti filhos-de-santo.
L'acarajé è preparato con un fagiolo chiamato feijão-fradinho, che è pestato su una pietra in pezzi grandi e posto a bagnomaria affinché la buccia si stacchi. Una volta sbucciato, viene tritato per raggiungere una consistenza finissima. Si aggiungono quindi cipolla tritata e un po' di sale.
Il segreto per un acarajé di pasta morbida è il tempo dedicato alla battitura della pasta. Questa raggiunge la consistenza ideale quando assume la consistenza di una spuma. Per la frittura si usa un padellone con olio di dendê molto caldo o, in alternativa, un olio vegetale dolce.
Il primo acarajé viene sempre offerto all'orixá Exu, la prima divinità nella gerarchia del candomblé. A seguire gli altri acarajé vengono offerti agli altri orixá.
Forme particolari hanno gli acarajé offerti a Iansã, della grandezza di un piatto da tavola, è rotondo e ornato da nove gamberi affumicati e circondato da nove piccoli acarajé (simboli dei nove pianeti); e a Xangô, di forma ovale come la tartaruga, il suo animale preferito, circondato da sei o dodici piccoli acarajé.

## Abará
L'acarajé è simile ad un altro piatto della cucina baiana, l'abará: mentre l'acarajé è fritto, l'abará è cotto al vapore e meno calorico.
- Wikimedia Commons contiene immagini o altri file su acarajé